# Ministère des Mines, de l'Industrie et du Développement technologique
Le ministère des Mines, de l'Industrie et du Développement technologique (en anglais Ministry of Mines, Industry and Technological Development) est la structure de l'administration camerounaise responsable de l’élaboration et de la mise en œuvre de la politique minière et industrielle du gouvernement et des stratégies de développement technologique dans les différents secteurs de l’économie nationale. Il a à sa tête un ministre, membre du gouvernement camerounais. Le Ministère des Mines, de l'Industrie et du Développement Technologique est situé à Yaoundé, capitale politique du Cameroun.

## Historique
Le Ministère des Mines, de l'Industrie et du Développement Technologique (MINMIDT) a été créé en 2004 par décret n°2004/320 du 8 décembre 2004. Il a successivement porté les noms de ministère du Développement industriel et commercial créé en 1990, ministère du Commerce et de l'Industrie créé en 1984, ministère du Plan et de l'Industrie, ministère du Développement industriel et commercial créé en 1970 et enfin ministère du Commerce et de l'Industrie créé en 1967.

## Missions
Les missions du ministère des Mines, de l'Industrie et du Développement technologique, telles que définies dans le décret présidentiel n°2012/432 sont les suivantes :
- l’élaboration de la cartographie minière ;
- la prospection géologique et des activités minières⁣ ;
- la valorisation des ressources minières, pétrolières et gazières⁣ ;
- la gestion des ressources naturelles, minières et gazières ;
- le suivi du secteur pétrolier amont ;
- la promotion de l’industrie locale ;
- le développement des zones industrielles ;
- la promotion des investissements privés ;
- la promotion des investissements dans le secteur des mines, de l’industrie et du développement technologique, en liaison avec le ministère de l’Économie, de la Planification et de l’Aménagement du Territoire et les Administrations concernées ;
- l’élaboration et de la mise en œuvre du plan d’industrialisation du pays ;

- l’élaboration, de la diffusion et du suivi de la mise en œuvre des textes prévus par la Charte des Investissements ;
- la transformation locale des produits miniers, agricoles et forestiers, en liaison avec le ministère de l’Agriculture et du Développement rural, le ministère des Forêts et de la Faune et les autres administrations concernées ;
- le développement technologique, en liaison avec la Recherche Scientifique et de l’Innovation ;
- la veille technologique en matière industrielle, en liaison avec les administrations concernées ;
- la promotion et de la défense d’un label de qualité pour les produits destinés au marché local et à l’exportation, en liaison avec les administrations concernées ;
- le suivi des activités de l’Office national des zones franches industrielles et de la Mission d’Aménagement et de Gestion des Zones Industrielles,
- le suivi des normes et de la qualité, en liaison avec les administrations concernées.

## Structures sous tutelle
Le ministère des Mines, de l'Industrie et du Développement technologique exerce la tutelle sur les structures suivantes :
- la Société nationale d'investissement[5],[6] (SNI) ;
- l’Agence des Normes et de la Qualité[7] (ANOR) ;
- l’Agence de Promotion des Investissements[8] (APl);
- l’Office National des Zones Franches Industrielles[9] (ONZFI) ;
- la Chambre de Commerce, d’Industrie, des Mines et de l’Artisanat[10] (CCIMA),
- la Mission d’Aménagement et de Gestion des Zones Industrielles[11],[12] (MAGZI).

### Liens connexes
- Gabriel Dodo Ndoke